# Biblioteca Pública de San Antonio
La Biblioteca Pública de San Antonio (San Antonio Public Library) es un sistema de bibliotecas de Texas. Tiene su sede en San Antonio. Sirve San Antonio, Alamo Heights, Hill Country Village, y Olmos Park.

## Bibliotecas
- Biblioteca Central
- Sucursal Bazan
- Sucursal Brook Hollow
- Sucursal Carver
- Sucursal Cody
- Sucursal Collins Garden
- Sucursal Cortez
- Sucursal Forest Hills
- Sucursal Great Northwest
- Sucursal Guerra
- Sucursal Igo
- Sucursal Johnston
- Sucursal Landa
- Sucursal Las Palmas
- Sucursal Maverick
- Sucursal McCreless
- Sucursal Memorial
- Sucursal Mission
- Sucursal Pan American
- Sucursal Parman en Stone Park (Parman Library at Stone Park)
- Sucursal Molly Pruitt en Roosevelt (Molly Library at Roosevelt)
- Sucursal San Pedro
- Sucursal Semmes
- Sucursal Thousand Oaks
- Sucursal Tobin en Oakwell (Tobin Library at Oakwell)
- Sucursal Westfall